# Моздок-Малгобекская операция
Моздок-Малгобекская операция — оборонительная операция Северной группы войск Закавказского фронта в Великой Отечественной войне, проводившаяся в ходе битвы за Кавказ с 1 по 28 сентября 1942 года с целью отражения наступления немецких войск и срыва попытки их прорыва в нефтяные районы Кавказа.

## Планы сторон и соотношение сил
После выхода на рубеж Прохладный, Моздок, Ищерская немецкое командование намеревалось прорвать оборону советских войск на реке Терек, уничтожить главные силы 9-й армии и развить наступление по долине Алхан-Чурт на Грозный, Орджоникидзе и Махачкалу. Для достижения этой цели была привлечена 1-я танковая армия Группы армий «А» в составе трёх танковых и трёх пехотных дивизий, из которых одна танковая и одна пехотная дивизии действовали на нальчикском направлении, а две танковые и две пехотные дивизии сосредоточивались на малгобекском направлении, где наносился главный удар. В первом эшелоне северной группы войск (командующий генерал-лейтенант И. И. Масленников) находились 37-я армия на нальчикском направлении и 9-я армия на малгобекском направлении. Они получили задачу упорной обороной не допустить прорыва противника на своих направлениях. Действия наземных войск поддерживались 4-й воздушной армией.
К 1 сентября общее соотношение сил, кроме танков и авиации, в полосе северной группы было в пользу советских войск. Однако командование группы распределило силы, особенно артиллерию, равномерно по всему фронту. Поэтому на избранном для главного удара направлении противник имел превосходство в артиллерии более, чем в 6 раз и в танках более, чем в 4 раза. Из имевшихся в северной группе 2356 орудий и миномётов на малгобекском направлении в первый период оборонительной операции действовало только 237 орудий и миномётов.

## Ход боёв
В ночь на 1 сентября противник нанёс отвлекающие удары восточнее Моздока. На другой день утром войска его ударной группировки при поддержке авиации и сильного артиллерийского огня приступили к форсированию Терека южнее Моздока. Части и соединения 9-й армии вели ожесточённые бои, нанося противнику большие потери; многие населённые пункты по несколько раз переходили из рук в руки. Сосредоточив против одной стрелковой дивизии и двух стрелковых бригад 9-й армии четыре дивизии и 200 танков, противник форсировал Терек и вклинился в оборону советских войск на глубину до 12 км. К району прорыва были выдвинуты части и соединения из резерва и с неатакованных участков. 6—7 сентября противник был отброшен соединениями 11-го гвардейского стрелкового корпуса совместно с 151-й стрелковой дивизией на 9 км в северном направлении. Тем не менее, усилив ударную группировку частями 13-й танковой дивизии, немцы 12 сентября овладели Малгобеком (западным). Активную помощь наземным войскам северной группы войск оказала 4-я воздушная армия. Только 6 сентября в район Предмостный, Кизлярское по скоплениям пехоты и танков противника было произведено 460 самолёто-вылетов. Для развития успеха советское командование организовало ряд контрударов силами войск 9-й и 37-й армий, но ввиду ограниченности сил и слабой подготовки этих ударов удалось лишь потеснить наступавшего противника на 4—8 км.
К 19 сентября противник вынужден был приостановить наступление на Малгобек. Однако противник не отказался от своего замысла прорваться в долину Алхан-Чурт, и в этот день его войска нанесли удар в другом направлении — на Эльхотово. Глубокого прорыва не получилось и здесь, но в упорных боях немцы тем не менее продвигались вперёд и 24 сентября захватили Плановское, Илларионовку, а 27 сентября — Эльхотово. Упорным сопротивлением здесь советские войска истощили силы атакующей группировки.
Для усиления моздокской группировки германское командование сняло с туапсинского направления 5-ю моторизованную дивизию СС «Викинг» и перебросил её в район Моздока. После ввода дивизии СС «Викинг» в первую линию 25 сентября наступление на Малгобек было возобновлено.
28 сентября под Сагопши, у входа в Алханчуртскую долину, произошло одно из крупнейших встречных танковых сражений летне-осенней кампании 1942 года на советско-германском фронте. В нём с обеих сторон приняло участие до 120 танков и самоходных орудий. С советской стороны действовали в основном силы 52-й отдельной танковой бригады (командир — майор В. И. Филиппов), с немецкой — танковый батальон дивизии СС «Викинг». Сражение завершилось несомненной победой советской стороны. Противник с тяжёлыми потерями был отброшен на исходные позиции.
Ценой тяжёлых потерь противнику удалось потеснить части 9-й армии и к 29 сентября захватить Терек. Но стойкое и неуклонно возраставшее сопротивление советских войск, огромные потери, понесённые немецкой армией в напряжённых боях в районе Моздока, Малгобека и Эльхотово, вынудили немецкое командование 28 сентября отдать приказ об отказе от наступления на грозненском направлении. 
Эльхотовские ворота, через которые пытались прорваться 370-я пехотная, 111-я гренадерская и 13-я танковая дивизии вермахта, обороняли 151-я стрелковая дивизия, 19-я и 84-я отдельные стрелковые бригады, а также ряд других воинских частей и партизанских отрядов из числа местных жителей. Бои в этом районе продолжались около 3 месяцев. В них погибли около 10 тысяч советских воинов. Немцы также потеряли несколько тысяч солдат и много танков.
Несколько позднее, после перегруппировки и при мощной поддержке артиллерии (до 45 батарей) и с воздуха в ходе новой операции после ожесточённых уличных боёв 5—7 октября части дивизии СС «Викинг» и 111-й пехотной дивизии овладели руинами Малгобека, которые неоднократно переходили из рук в руки. Но оперативного успеха на этом участке противник достигнуть не смог и вынужден был и на этот раз перейти к обороне. Важную роль сыграли широкий манёвр резервами, чёткое взаимодействие всех родов войск и массовый героизм советских воинов.

## Итоги
В ходе Моздокско-Малгобекской операции немецкое командование не смогло усилить резервами группу армий «А», так как они необходимы были под Сталинградом, где вражеские войска ещё пытались овладеть городом. В то же время противник не имел возможности ослабить группу армий «А» и за счёт неё усилить группу армий «Б», наступавшую на Сталинград. Таким образом, ход и исход Моздокско-Малгобекской операции оказал существенное влияние на срыв планов противника по захвату Грозненского и Бакинского нефтяных районов, на ход битвы за Кавказ.

## Памятники и братские могилы
- Братская могила № 2 воинов, погибших в Великой Отечественной войне 1941-45 гг.